# Sandakan
Sandakan là thành phố ở bang Sabah, Malaysia. Thành phố Sandakan có diện tích ki lô mét vuông, dân số thời điểm năm 2010 là 501.195 người.
Đây là thành phố đông dân thứ 12 Malaysia theo dân số.

## Khí hậu
| Dữ liệu khí hậu của Sandakan             | Dữ liệu khí hậu của Sandakan | Dữ liệu khí hậu của Sandakan | Dữ liệu khí hậu của Sandakan | Dữ liệu khí hậu của Sandakan | Dữ liệu khí hậu của Sandakan | Dữ liệu khí hậu của Sandakan | Dữ liệu khí hậu của Sandakan | Dữ liệu khí hậu của Sandakan | Dữ liệu khí hậu của Sandakan | Dữ liệu khí hậu của Sandakan | Dữ liệu khí hậu của Sandakan | Dữ liệu khí hậu của Sandakan | Dữ liệu khí hậu của Sandakan |
| Tháng                                    | 1                            | 2                            | 3                            | 4                            | 5                            | 6                            | 7                            | 8                            | 9                            | 10                           | 11                           | 12                           | Năm                          |
| ---------------------------------------- | ---------------------------- | ---------------------------- | ---------------------------- | ---------------------------- | ---------------------------- | ---------------------------- | ---------------------------- | ---------------------------- | ---------------------------- | ---------------------------- | ---------------------------- | ---------------------------- | ---------------------------- |
| Trung bình ngày tối đa °C (°F)           | 29.2 (84.6)                  | 29.5 (85.1)                  | 30.5 (86.9)                  | 31.6 (88.9)                  | 32.5 (90.5)                  | 32.2 (90.0)                  | 32.2 (90.0)                  | 32.3 (90.1)                  | 31.5 (88.7)                  | 31.6 (88.9)                  | 30.7 (87.3)                  | 29.8 (85.6)                  | 31.1 (88.0)                  |
| Trung bình ngày °C (°F)                  | 26.2 (79.2)                  | 26.4 (79.5)                  | 27.0 (80.6)                  | 27.6 (81.7)                  | 27.7 (81.9)                  | 27.3 (81.1)                  | 27.1 (80.8)                  | 27.2 (81.0)                  | 27.0 (80.6)                  | 26.9 (80.4)                  | 26.8 (80.2)                  | 26.5 (79.7)                  | 27.0 (80.6)                  |
| Tối thiểu trung bình ngày °C (°F)        | 23.3 (73.9)                  | 23.3 (73.9)                  | 23.5 (74.3)                  | 23.7 (74.7)                  | 23.7 (74.7)                  | 23.4 (74.1)                  | 22.1 (71.8)                  | 23.1 (73.6)                  | 22.6 (72.7)                  | 23.2 (73.8)                  | 23.3 (73.9)                  | 23.4 (74.1)                  | 23.2 (73.8)                  |
| Lượng Giáng thủy trung bình mm (inches)  | 436.8 (17.20)                | 267.6 (10.54)                | 157.8 (6.21)                 | 107.3 (4.22)                 | 137.6 (5.42)                 | 200.3 (7.89)                 | 194.7 (7.67)                 | 212.6 (8.37)                 | 236.9 (9.33)                 | 252.5 (9.94)                 | 344.2 (13.55)                | 461.8 (18.18)                | 3.010,1 (118.51)             |
| Số ngày giáng thủy trung bình (≥ 1.0 mm) | 18                           | 12                           | 10                           | 7                            | 9                            | 12                           | 12                           | 13                           | 13                           | 15                           | 18                           | 19                           | 158                          |
| Số giờ nắng trung bình tháng             | 155.6                        | 160.9                        | 217.5                        | 247.0                        | 248.9                        | 206.9                        | 220.9                        | 221.5                        | 194.9                        | 190.7                        | 174.5                        | 159.9                        | 2.399,2                      |
| Nguồn: NOAA                              |                              |                              |                              |                              |                              |                              |                              |                              |                              |                              |                              |                              |                              |